# Melongenidae
Melongenidae zijn een familie van weekdieren uit de klasse van de Gastropoda (slakken).

## Geslachten
- Brunneifusus Dekkers, 2018
- Hemifusus Swainson, 1840
- Melongena Schumacher, 1817
- Pugilina Schumacher, 1817
- Saginafusus Wenz, 1943
- Taphon H. Adams & A. Adams, 1853
- Volegalea Iredale, 1938
- Volema Röding, 1798